# Debeli precjednik
Debeli Precjednik / Fat Prezident je hrvaški punkrock bend, ki je nastal leta 1993 v Osijeku.

## Zasedba
- Davor Bestvina – kitara
- Žvakundra – kitara
- Siniša Rajković – bobni
- Igor Kovačević – bas
- Tin Kovačić – vokal

## Diskografija
- 1994 – Ti budan sanjaš – MF Scum
- 1996 – Fat Man – Dirty Old Town
- 1998 – Rather Burn this Record – Dirty Old Town
- 2001 – Tribute to Zli Farmeri – HIT Records
- 2003 – Fist from East – Double Penetration
- 2006 – Through the Eyes of the Innocent
- 2012 – Bruto Slavo / VBK
- 2014 – Povijest Bolesti
- 2016 – Godina Majmuna
- 2023 – Atomac